# Famille Balthasar
Pour les articles homonymes, voir Balthasar.
La famille Balthasar ou famille von Balthasar est une famille patricienne de Lucerne.

## Histoire
Plusieurs membres de la famille ont rejoint l'Église, comme par exemple Basilius Balthasar ou au vingtième siècle le théologien et cardinal Hans Urs von Balthasar.

## Charges
Plusieurs membres de la famille sont membres du Petit Conseil et du Grand Conseil de Lucerne.
Georg est membre du Petit Conseil. Son fils Jost Dietrich est membre du Grand Conseil de 1659 à 1669, du Petit Conseil de 1670 à 1704, bailli d'Ebikon de 1659 à 1661, bailli de Baden de 1667 à 1669, bailli de Sargans de 1675 à 1677 et bailli de Thurgovie de 1688 à 1690.
Johann Karl est membre du Grand Conseil de 1670 à 1689, secrétaire de la ville de 1689 à 1699, membre du Petit Conseil dès 1699 et avoyer en 1702.
Beat Franz est membre du Petit Conseil. Son fils Franz Niklaus Leonz (1701-1775) est membre du Grand Conseil dès 1723, membre du Petit Conseil de 1730 à 1775, bailli de Knutwil de 1725 à 1729, mayor de Sempach dès 1730, bailli du Michelsamt de 1733 à 1737 et de 1739 à 1741, banneret de Lucerne en 1762 et avoyer de 1767 à 1771.
Franz Ludwig (1752-1820) est membre du Grand Conseil de 1775 à 1785, du Petit Conseil de 1785 à 1798, bailli de l'Entlebuch de 1789 à 1791 et de 1797 à 1798, bailli de Rothenburg de 1793 à 1795 et délégué à la Diète fédérale de 1796 à 1798.

## Personnalités
- Felix Balthasar

## Armoiries
Les armes de la famille sont d'azur à un triangle d'or chargé de quatre petits triangles d'azur, les trois d'extérieur à une étoile du second.